# Eugyndopsiella
Eugyndopsiella is een geslacht van hooiwagens uit de familie Gonyleptidae.
De wetenschappelijke naam Eugyndopsiella is voor het eerst geldig gepubliceerd door H. Soares in 1972. 

## Soorten
Eugyndopsiella is monotypisch en omvat slechts de volgende soort:
- Eugyndopsiella trochanteroceros